# Dante et Virgile
Dante et Virgile est un tableau de William Bouguereau peint en 1850. Inspirée de la Divine Comédie de Dante Alighieri (et plus précisément d'une scène se déroulant au chant XXX de l'Enfer : Capocchio mordu au cou par Gianni Schicchi), cette huile sur toile est conservée au musée d'Orsay, à Paris.

## Histoire du tableau
C'est une des premières œuvres que William Bouguereau envoie au Salon pour y être exposée. 
Le sujet retenu pour cette peinture de 1850 s'apparente à celui d'une peinture gothique du XIXe siècle : le jeune peintre veut en effet marquer les esprits et choisit un sujet qui s'éloigne un peu de l'académisme. S'inscrivant dans ce qui a été appelé le romantisme noir, il choisit de s'inspirer de Dante Alighieri et plus précisément du chant XXX de l'Enfer de la Divine Comédie:

« Mais ni à Thèbes, ni à Troie, jamais en aucun lieu on ne vit autant de furie, ni si cruelle à déchirer, non des membres humains, mais des animaux même, que j’en vis en deux ombres pâles et nues qui, en se mordant couraient, comme le porc lorsqu’on ouvre l’étable. L’une se jeta sur Capocchio, et au nœud du cou enfonçant les dents, elle le tira de manière qu’elle lui fit gratter le ventre contre le fond solide ; et l’Arétin, qui demeura tremblant, me dit : « Ce follet  est Gianni Schicchi , qui, dans sa rage, va ainsi accoutrant les autres. » »

— — Traduction par Félicité de Lamennais. Flammarion, 1910
Au premier plan, deux hommes nus, dont la musculation et les postures sont un peu exagérées, s'affrontent. L'un mord le cou de l'autre. Légèrement derrière, deux autres hommes (Virgile, vêtu de blanc et ceint de lauriers, et en retrait Dante en costume rouge), davantage plongés dans l'obscurité, les observent, et derrière encore, un diable sourit, sombre dans un fond sombre.

## Réception
Le poète, romancier et critique d'art français Théophile Gautier apprécie le tableau : « Le Gianni Schicchi se jette sur le Capocchio, son rival, avec une furie étrange, et il s'établit entre les deux combattants une lutte de muscles, de nerfs, de tendons, de dentelés dont M. Bouguereau est sorti à son honneur. Il y a dans cette toile de l'âpreté et de la force, - la force, qualité rare ! ».
En fait, ce type de peinture, impeccablement peint (par exemple dans le rendu des chairs), plaît à certains amateurs, mais les partisans d'une peinture moderne jugent sévèrement ces travaux. Ainsi, pour l'écrivain français Émile Zola qui, par ailleurs soutient les impressionnistes refusés au Salon, ce type de tableau, « c'est le comble du pommadé, de l'élégance lustrée ». L’intelligentsia se détourne.
William Bougereau revient au premier plan un peu plus d'un siècle plus tard.
Et en 2010, le ministre de la culture et de la communication, Frédéric Mitterrand, annonce l'acquisition par l'État français de cinq œuvres du peintre Adolphe William Bouguereau (1825-1905), dont celle-ci. Ces acquisitions sont remises au musée d'Orsay.